# 古斯塔夫·赫内
古斯塔夫·赫内（Gustav Höhne，1893年2月17日 - 1951年7月1日）是一位納粹德國将领，曾在第二次世界大战期间指挥过第8步兵師以及第8軍，並获颁騎士鐵十字勳章。